# 戴维·比塞特
戴维·比塞特（英語：David Bissett，1979年9月26日—），加拿大男子雪车运动员。他曾代表加拿大参加2006年、2010年和2014年冬季奥林匹克运动会雪车比赛，其中2010年冬季奥运会获得一枚铜牌。